# Ernest Picot
Pour les articles homonymes, voir Picot.
Charles Eusèbe Ernest Picot de Persilhon, né le 9 avril 1848 à Raon-l'Étape (Vosges) et décédé le 19 avril 1919 à Saint-Dié (Vosges), est un homme politique français.

## Biographie
Né le 9 avril 1848 à Raon-l'Étape d'un père inspecteur des forêts, Ernest Picot entre en 1867 à l'École Polytechnique dont il sort chef de bataillon dans le Génie.

### Carrière militaire
Il participe à la guerre de 1870 puis à la répression de la Commune de Paris. Il passe l'année 1881 en Algérie comme capitaine et devient officier d'ordonnance du ministère de la Guerre en 1883. Il est chef de bataillon en 1887 et démissionne en 1889. Il épouse la fille d'un riche industriel de Saint-Dié.

### Carrière politique
Il se présente au cours des élections législatives de 1889 à Saint-Dié contre Jules Ferry comme « révisionniste antiferryste ». Il suit ainsi le mouvement antiparlementaire malgré ses idées monarchistes et tente de ne pas s'associer directement au général Boulanger qui est déjà en exil en Belgique. Il rassemble autour de lui la minorité conservatrice mais aussi des républicains dissidents de la Fédération socialiste des Vosges, ayant déjà organisé de grandes grèves. Il reçoit aussi le soutien des Alsaciens optants sensibles aux rumeurs présentant Ferry comme un allié de Bismarck. Durant la campagne, Picot finance un journal électoral bihebdomadaire agressif, le Journal de Saint-Dié et distribue des dons aux électeurs. Il ne tient aucune réunion publique mais visite plusieurs centaines de maisons. Ainsi la campagne électorale est très vive. À Raon-l'Étape, une rixe éclate entre les partisans de Picot et ceux de Ferry. Picot est élu avec 6 385 voix contre 6 210 pour Ferry.
Jules Ferry fait alors tous ses efforts pour annuler les résultats de ces élections, arguant notamment de la faible marge d'écart entre les deux candidats et dénonçant la corruption de son rival. La validation des membres de la Chambre se faisant par les députés eux-mêmes, la décision est particulièrement politique et n'est donc pas impartiale. Si Picot est en théorie minoritaire, il peut avoir le soutien des socialistes de la Chambre dont Ferry est un farouche adversaire. Le 13 février 1890, le bureau de vérification des pouvoirs de Picot demande l'invalidation devant la Chambre. Picot se défend alors et le boulangiste Ernest Roche attaque Ferry sur ses actions durant la Commune et sur sa politique colonialiste. Émile Chautemps, député radical-socialiste, propose l'ajournement du vote pour mener une enquête complémentaire. Dans les couloirs, il aurait alors demandé à Jules Ferry de jurer qu'il ne se représenterait pas dans la circonscription de Saint-Dié. À la fin mai, Jules Ferry accepte l'offre et l'élection est invalidée par 274 voix sur 506 pour corruption. Cependant, le faisceau de preuves est mince et si la Chambre avait été impartiale, l'élection n'aurait pas été invalidée.
Jules Ferry ne se présente pas lors de l'élection partielle qui suit mais il soutient l'ancien général Jean Tricoche contre Ernest Picot. Celui-ci se déclare cette fois « libéral ». Bien que Picot mène une campagne très animée, c'est Tricoche qui remporte l'élection avec 7 078 voix contre 5 757 pour Picot.
Après cette défaite, Ernest Picot reste actif dans la circonscription en tant que chef de l'opposition conservatrice. Il est élu conseiller municipal en 1890 jusqu'en 1904. Il se présente aussi aux sénatoriales de 1900 comme nationaliste, sans succès. Il fonde en 1905 l'hebdomadaire Le Petit Déodatien qui paraît jusqu'en 1914.
En 1908, il fonde la section de l'Action française d’Épinal,. Il est nommé délégué du Duc d'Orléans à la région Est en 1911, tandis que son épouse Amélie Geneviève Marguerite Simon est responsable des Dames et jeunes filles royalistes de l'Est. Ses deux fils, André et François, meurent durant la Grande Guerre, respectivement en 1916 et 1918.

### Activité de bâtisseur
Ernest Picot fait construire dans les années 1895-1900 le prestigieux château de l'Hermitage à Saint-Dié. La rue qui longe la propriété porte le nom de son petit-fils, le capitaine Philippe de Lassus Saint-Geniès, mort pour la France au Tonkin en 1951. Le château de famille est cédé en 1989 ; un livre retraçant son histoire a été écrit par un des descendants, André de Lassus Saint-Geniès, décédé en 1997.

## Décoration
- Officier de la Légion d'honneur (1888)
- Chevalier de la Légion d'honneur (1882)